# Cárchel
Cárchel es una localidad española del municipio de Cárcheles, perteneciente a la provincia de Jaén, en la comunidad autónoma de Andalucía.

## Historia
Hacia mediados del siglo XIX, el lugar, por entonces con ayuntamiento propio, tenía contabilizada una población de 312 habitantes. Aparece descrito en el quinto volumen del Diccionario geográfico-estadístico-histórico de España y sus posesiones de Ultramar de Pascual Madoz con las siguientes palabras:

CARCHEL: v. con ayunt. en la prov. y dióc. de Jaen (4 leg.), part. jud. de Huelma (3), aud. terr. y c. g. de Granada (10): sit. en la sierra titulada de Calabaceros, con buenas vistas, clima saludable, reinando mas comunmente los vientos N. y E., este último muy perjudicial á la salud y á las cosechas: se padecen calenturas intermitentes, y en algunas estaciones diviesos y otros granos. Tiene 67 casas, una escuela de niños á la que concurren 30, dotada con 400 rs. de los fondos comunes, y la retribucion de los alumnos; otra de niñas con 100 rs., ademas de lo que percibe de las discipulas, que asisten en número de 20; una fuente de aguas esquisitas, é igl. parr. (Ntra. Señora de los Remedios), servida por el párroco y sacristan, habiendo sido aneja de la de Carchelejo hasta el año 1793. Su térm. confina por el N. con el de Pegalajar á 1/2 leg.; S. el de Cambil, á igual dist.; E. el de Carchelejo á 200 pasos, y O. el de Jaen á 1/2 leg.; comprendiendo una venta-posada, llamada de las Paomas, sit. á 1/2 leg. de la pobl. en el arrecife de Bailen á Granada; y á unos 200 pasos al E., los restos de un edificio á que se da el nombre del Castillejo, el cual inspira cierto temor á los sencillos hab. por las consejas que de él se cuentan. El terreno, aunque de inferior clase en lo general, le hace bastante fértil la abundania de aguas, que consisten, ademas de una multitud de fuentes, entre la que es notable la llamada Blanca, en el r. Cambil, que parte térm. con la v. de este nombre, reuniéndose antes con el de las Mestas. Los caminos son: el viejo que conducia de Jaen á Granada, los comunales que van á los pueblos inmediatos, y el arrecife, que sigue la orilla del r. indicado, y va de Bailen á Granada, recorriendo esta jurisd. por el espacio de 1/2 leg. La correspondencia se recibe de Jaen por balijero. prod.: aceite, trigo, cebada, maiz, patatas, vino, hortalizas, lino, esparto, alguna seda, ganados, especialmente vacuno; caza de perdices y algunas liebres y conejos. ind.: se tejen algunos lienzos, y hay un molino aceitero. pobl.: 83 vec., 312 alm. riqueza y contr. (V. carchelejo). Esta v. que tiene ayunt. desde el año 1843 en que se emancipó de Carchelejo, fué de mayor vecindario; pero la enfermedad de la escarlatina la redujo al que hoy cuenta.
(Madoz, 1846, p. 550)

El municipio de Cárchel desapareció en 1974 y el término se fusionó con el de Carchelejo para formar el de Cárcheles. En 2023, la entidad singular de población tenía empadronados 179 habitantes y el núcleo de población, 177.